# Tigerjakten & Co.
Tigerjakten & Co. är ett musikalbum för barn av Mora Träsk från 2003.

## Låtlista
1. Tigerjakten (mega bite mix)
2. Bill Haley lock
3. Josefin
4. Prinsessan Luktfot
5. På gatan där vi bor
6. Fjäril
7. Hänger öronen på dig ner
8. Tjo vad det lufsar
9. Alla hugger i
10. In kommer far
11. Mera Mora
12. Äppelmos
13. Do-da-dej
14. Kaviar
15. Per sjuspring
16. Skälla till två
17. Karlssons bil
18. Bofinkens visa
19. Ensam i min sadel
20. Alfabetsvisan